# IC 4917-1
IC 4917-1 — галактика типу S0 (спіральна галактика) у сузір'ї Телескоп.
Цей об'єкт міститься в оригінальній редакції індексного каталогу.